# دیدی بنامی
دیدی بنامی (به انگلیسی: Didi Benami) (زاده ۲۵ اکتبر ۱۹۸۶) خواننده، ترانه‌سرا آمریکایی است.
او در فصل ۹ در مسابقه امریکن آیدل شرکت کرد و دهم شد.